# 月見
月見（つきみ）は、月、主に満月を眺めて楽しむことである。観月（かんげつ）とも。
月見は、主に陰暦（旧暦）8月15日から（午前0時を介して）陰暦16日の夜（八月十五夜）の月、日本ではそれに加えて旧暦9月13日から（午前0時を介して）14日の夜（九月十三夜）の月を鑑賞すること。月見の「十五夜（）」「十三夜（）」はこれら当夜を意味する。
鶏卵の黄身を満月に見立てた料理を月見と称することがある（本項目末尾で説明）。

## 歴史
中国や日本で特定の日と関係せずに単に月を愛でる慣習は古くから散見される。
中国では唐代（618年-907年）の頃から中秋節が盛んになった:237。宋代の『東京夢華録』（1147年（紹興17）の序）は身分に関わらず街を挙げて夜通し騒ぐ様子を記している。明代（1368年-1644年）の中国は、宴会に加えて名月の日に供え物や月餅を贈り合う習慣が始まった、と田汝成の『煕朝楽事』に記録がある。

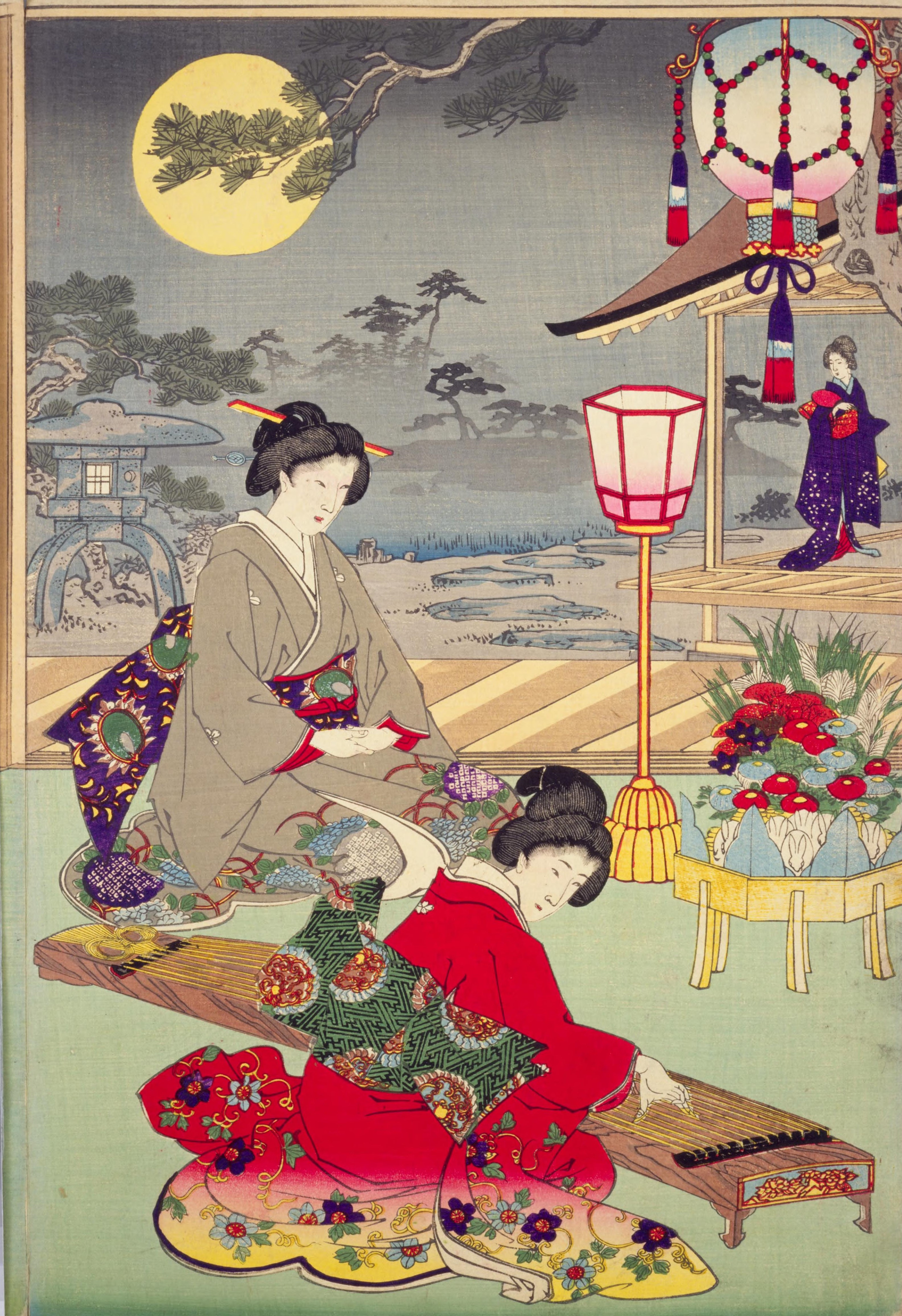
『江戸風俗十二ケ月之内　八月　月見之宴』

中国の習慣は平安時代の日本の貴族社会に伝わった。文献上、島田忠臣『田氏家集』に貞観元年（859年）に八月十五夜の宴を開いたことが記される:237。当時の日本の月見は、詩歌や管絃を楽しみつつ酒を酌む雅味な催しで、庶民は縁遠かった。当時の月見は中国、日本ともに願掛けや供え物などの宗教的な要素は見られず、月を眺めつつ楽しんだ。なお日本の『竹取物語』（平安初期、9世紀末から10世紀始めに成立）には月を眺めるかぐや姫を嫗が注意する場面がある。
室町時代も名月の日は続いたが遊宴としては簡素になり、室町後期は名月の日に月を拝んで供物を供える風習が生じた。世俗の習俗は宮中にも及び、16世紀なかばの『年中恒例記』には天皇がナスを食べ、枝豆・柿・栗・瓜・ナス・芋・粥などを供えると記す:239。『御湯殿上日記』には後陽成天皇がナスに開けた穴から月を見て祈る祝儀「名月の祝」の様子が記録されている。『後水尾院当時年中行事』にもナスの穴を覗いて願をかけることが記されている。
団子を供えることも中国の風習にならったものだが、江戸時代に普及した:241。

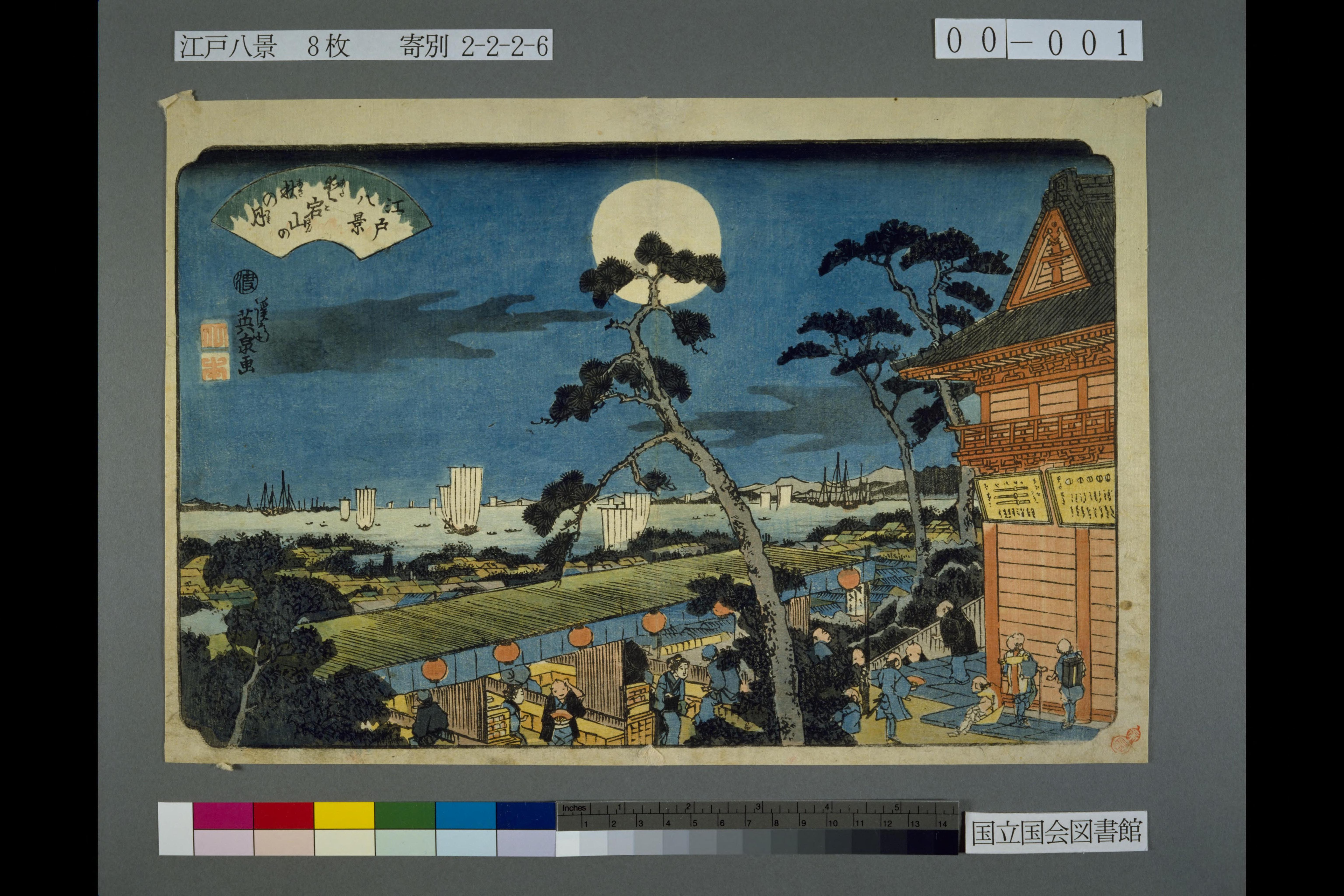
『江戸八景 愛宕山の秋の月』

月見が世俗化した江戸時代前期の記録では、十五夜の日は芋煮を食べて夜遊びすることが一般的だった。当時の庶民の月見に月見団子など供え物の記録は見られず、家庭で供物の習慣が始まるのは江戸中期以降と見られる。江戸後期の風俗記録である『守貞漫稿』は、十五夜の日は文机で祭壇をこしらえ、供え物として江戸は球形、京阪はサトイモの形、それぞれの月見団子を供えると記している。
京の都（平安京）では特に大覚寺の大沢池が貴族の月見の名所だったが、そのほか嵐山の渡月橋、宇治の観月橋も名所で、こちらは庶民も行けた。
江戸の月見の名所としては隅田川や小名木川、不忍池、高輪（高輪大木戸）などの川辺や海辺、あるいは湯島天神、九段坂の上、日暮里諏訪の台、愛宕山などの高台があった。
ススキを飾ることは江戸時代には武蔵野・江戸から東北にかけての習慣だったが、明治以降に全国に広まった:239。
アメリカには月見の習慣がなかったため、在米日本人が月見をしていたらギャングの集会か何かと誤解されたという話がある。

## 八月十五夜
当夜の月を中秋の名月（ちゅうしゅうのめいげつ）と言う。 新芋（サトイモ）の水炊きを供えたりすることから芋名月とも。

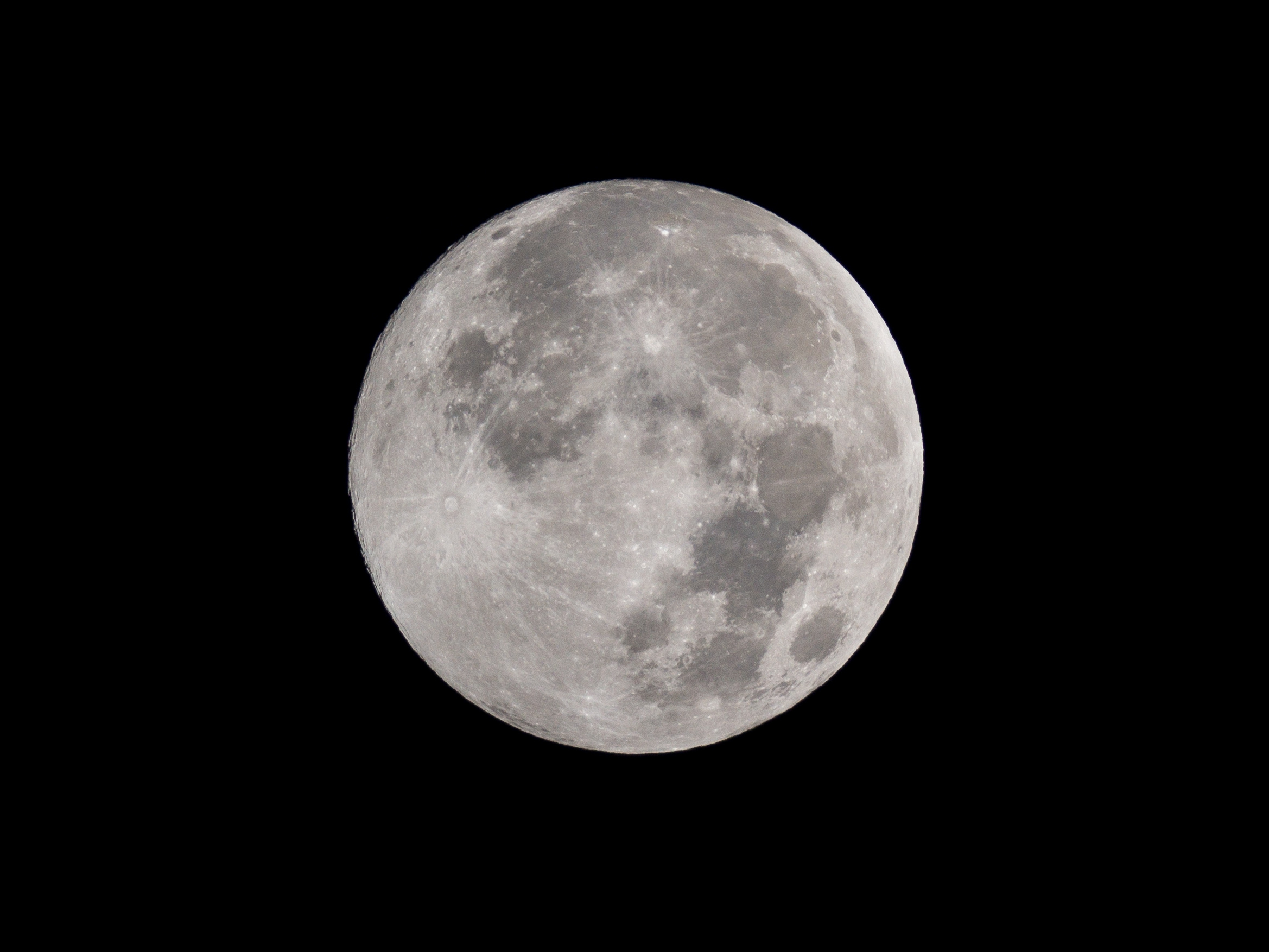
八月十五夜（中秋の名月）

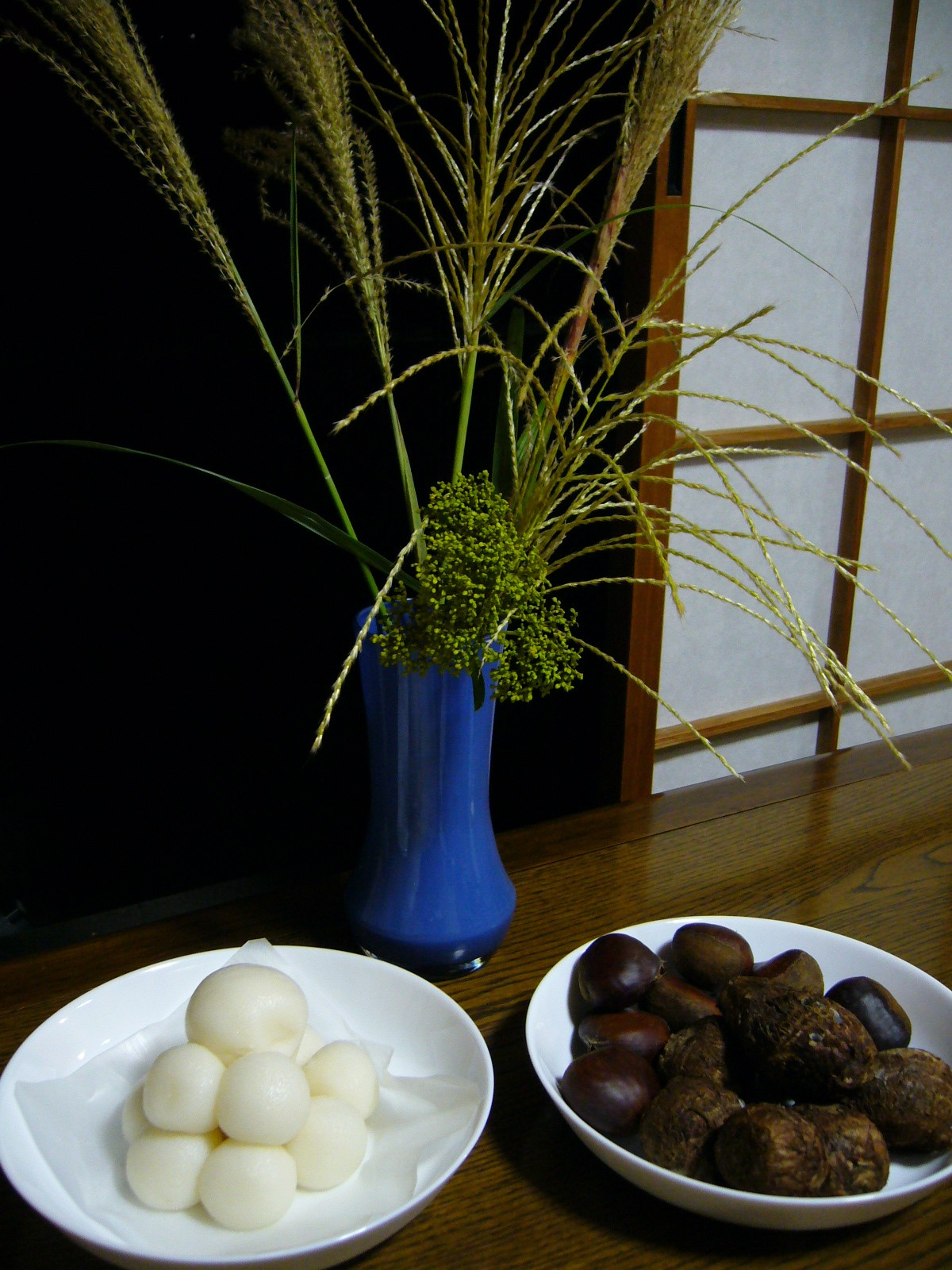
ススキと団子と栗を供えた例

「仲秋の名月」は「旧暦8月の月」を指し、十五夜の月に限定しない。「仲秋」は、秋季を初秋（旧暦7月）・仲秋（同8月）・晩秋（同9月）の3区分した場合の、旧暦8月全体を指す。「中秋」は「秋の中日（=旧暦8月15日）」のみを指す。
「望」は満月を指すが、中秋の夜に雲などで月が隠れて見えないことを「無月」、中秋の晩に雨が降ることを「雨月」と言い、月を望めずともなんとなくほの明るい風情を賞する。俳諧では8月14日 - 15日、16日 - 17日の夜をそれぞれ「待宵」「十六夜」と言い、名月の前後の月を愛でる。
旧暦8月15日は、日本の六曜で必ず仏滅に該当し、俗に「仏滅名月」とも称する。
英語圏では同時期の満月を表す表現として「Harvest Moon」や「Hunter's moon」がある。

### 供え物
十五夜にはススキや団子、旬の収穫物などを供える。
十五夜を芋名月と称するのは、ちょうどサトイモの収穫期にあたるためで、特に西日本・京阪地方では広くサトイモを供えることが多い。サトイモの収穫祭としての性格を強く帯びているものと考えることができる。
これらの供物を盗んでもよいとする風習が各地にある。しかし盗みの習慣が良くないとされて廃止に追いやられたところが多い。

### 習俗
南九州の熊本・宮崎・鹿児島では十五夜に綱引きや相撲のような年占行事を行う（一部の地域では九月十三夜にも綱引きを行う:178）。勝負はあまり意に介されないことが多く、にぎやかに綱引きをすれば農作によいなどと言われる:181。綱引きは他の地方では小正月やお盆の行事である:183。
鹿児島県の十五夜行事である「南薩摩の十五夜行事」・「諸鈍芝居」・「与論の十五夜踊」は国の重要無形民俗文化財に指定されている。

## 九月十三夜

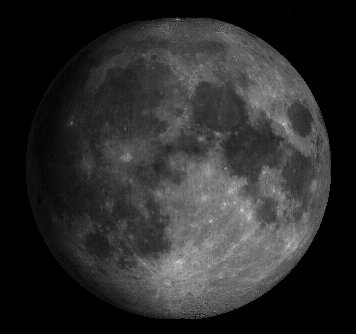
九月十三夜月（後の月）

八月十五夜（旧暦8月15日の夜）の月に対して、九月十三夜（旧暦9月13日の夜）の月は「後の月」と呼ばれる。十三夜は日本独自の風習と言われている。
文献上は藤原宗忠『中右記』の長承4年（1135年）に九月十三夜を名月とすることが見え:238、宇多法皇を起源としている。『徒然草』239段にも八月十五日と九月十三日を名月とすることが見えている。ただし二十八宿の婁宿にあたり、この宿が清明だから良夜とするという『徒然草』の説明については黒川道祐『日次紀事』が信じがたいとしている。
十三夜の習俗は多く十五夜と共通するが、八月十五夜を芋名月とするのに対し、ちょうど食べ頃の大豆（枝豆）や栗などを供えることから、九月十三夜は豆名月（まめめいげつ）または栗名月（くりめいげつ）と言う。ただし、東北地方北部では八月十五夜を豆名月とし、九月十三夜を芋名月と称す:240。
また、十五夜は大麦の、十三夜では小麦の作柄を占うともされる（晴れると豊作になると言われる）。十三夜を「小麦の月見」ともいう。
江戸時代の遊郭は客に散財させることで金儲けする場所だったので、遊女たちは「十五夜、十三夜どちらか片方の月見しかしないのは片月見（片見月）と言うの。一緒に2回お月見をしないと縁起が悪いの。だから十三夜にも必ず来てね」などと巧みに客を誘ったという。ちなみに「片方だと縁起が...」と言っていたのは遊女のみで、これはあくまで客に2度散財させるための嘘である。
旧暦の閏月で閏8月または閏9月が挿入される場合、一年で十五夜または十三夜が2回出現する場合があり、2回目はそれぞれ「後の十五夜」「後の十三夜」と称された。「後の十三夜」は2014年11月5日に171年ぶりに出現した。

## 十日夜の月

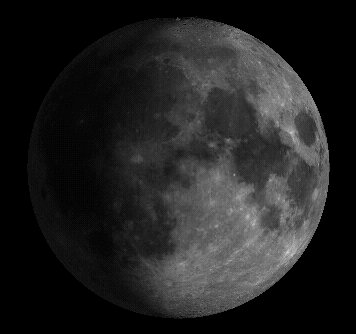
十日夜の月（三の月）

旧暦10月10日の月は「十日夜の月」と称され、「中秋の名月」と「後の月」に対して「三の月」とも称し、当夜に見る月がその年の収獲の終わりを告げるとされた。なお、月が6割程度しか見えないことから、お月見を楽しむのが主ではなく収穫祭の意味合いが強い。さらに、「中秋の名月」と「後の月」と「三の月」の3日ともお月見をすると縁起が良く、3夜とも晴れると良いことが起きると言い伝えられている。

## 月待ち
天候次第で月を望めない場合もあることから地方により「月待ち」の風習があり、十七夜以降を立待月（たちまちづき）、居待月（いまちづき）、寝待月（ねまちづき）、更待月（ふけまちづき）と称する。二十三夜待ちまで行う地域が多くを占めていたが、二十六夜待ちまで行う地域もあったが、この風習は明治時代に入ると急速に廃れた。

## 二十六夜の月
「月待ち」の1つで、旧暦7月26日と旧暦1月26日の、夜明け前に東から上方が欠けた細い弓形の月(上弦の月)を特に「二十六夜待（二十六夜待ち）」と称される。なお、正月は寒いため、7月26日の方が盛んであった。月光の中に阿弥陀如来・観音菩薩・勢至菩薩の三尊が現れ、これを拝むと幸運が得られると言う月待講の信仰により言い伝えられた。なお、江戸時代に全国各地で行われた行事で、特に江戸の高輪 から品川あたりの海辺の高台で盛んに行われた。

## 名所

### 日本

#### 日本三大名月鑑賞地
- 大覚寺大沢池（京都府京都市）[21][22]
- 猿沢池（奈良県奈良市）[21][22]
- 石山寺（滋賀県大津市）[21][22]

#### 日本三大名月の里
- 信州姨捨田毎の月（長野県千曲市）[22][23]
- 石山寺（滋賀県大津市）[22][23]
- 桂浜（高知県高知市）[22][23]

#### 日本各地の名所

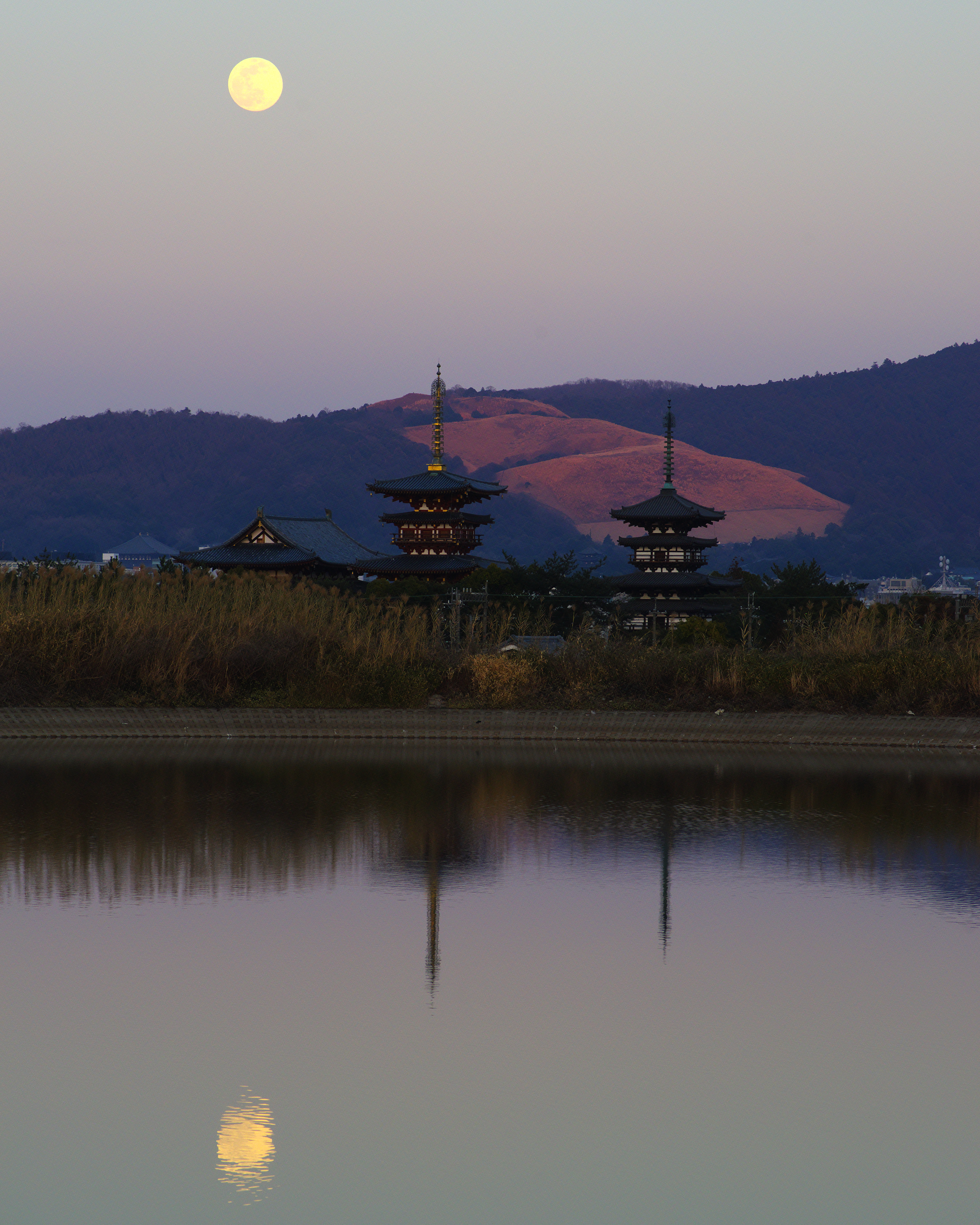
奈良市西ノ京・大池

- 松島（宮城県宮城郡松島町）
- 九段坂（東京都千代田区）
- 伊賀上野城（三重県伊賀上野）
- 玄宮園（滋賀県彦根市）
- 渡月橋（京都府京都市嵐山）
- 三笠山（奈良県奈良市春日野）
- 姫路城（兵庫県姫路市）
- 岩国城と吉香公園（山口県岩国市）
- 満願寺（島根県松江市）

### 中国
- 盧溝橋（北京市）
- 嶗山太清宮（山東省青島市）
- 痩西湖（江蘇省揚州市）
- 網師園（江蘇省蘇州市）
- 西湖（浙江省杭州市）
- 黄山（安徽省黄山市）
- 廬山（江西省九江市）
- 洞庭湖、岳陽楼（湖南省岳陽市）
- 峨眉山（四川省峨眉山市）
- 洱海（雲南省大理市）
- 漓江（広西チワン族自治区桂林市）

#### 台湾
- 陽明山（台北市）
- 漁人碼頭（新北市淡水区）
- 日月潭（南投県魚池郷）
- 安平港（台南市）
- 蓮池潭、西子湾（高雄市）

## 関連した作品

### 文学

#### 古典文学
- 『竹取物語』 - かぐや姫伝説

#### 漢詩
- 蘇軾『水調歌頭·明月幾時有』
- 上杉謙信『十三夜』「霜滿軍營秋氣淸 数行過雁月三更 越山併得能州景 遮莫家郷憶遠征」

#### 小説
- 『聊斎志異』
- 中島敦『山月記』
- 井上靖『星と祭』
- 三島由紀夫『橋づくし』
- 原田康子『満月』

#### 俳句
- 松尾芭蕉[注 2]
  - 名月はふたつ過ぎても瀬田の月
  - 名月や池をめぐりて夜もすがら
  - 名月や座にうつくしき顔もなし
  - 名月や児立ち並ぶ堂の縁
  - 名月や門にさしくる潮がしら
  - 名月や北国日和定めなき
- 大田蜀山人[注 3]
- 小林一茶「名月を取ってくれろと泣く子かな」
- 種田山頭火「ほつと月がある東京に来てゐる」
- 松江重頼「芋豆や月も名をかへ品をかへ」[24]

#### 短歌
- 阿倍仲麻呂 「天の原 ふりさけみれば 春日なる 三笠の山に いでし月かも」（古今和歌集、百人一首）
- 詠み人知らず「月月に月見る月は多けれど 月見る月はこの月の月」（「月」が8回あり、「この月」が8月であることを示している）

### 童謡・唱歌
- 『うさぎ』（作詞・作曲 不詳）「うさぎ うさぎ 何見て跳ねる 十五夜お月様 見て跳ねる」

### 絵本
- いわむらかずお『14ひきのおつきみ』童心社 1998年
- イオクベ『ソリちゃんのチュソク』セーラー出版 2000年

### 能
- 「井筒」（いづつ）
- 「融」（とおる）
- 「姨捨」（おばすて）
- 「三井寺」（みいでら）
- 「雨月」(うげつ)

## 料理
卵黄を満月に、卵白を「月にかかる雲」に見立てた料理を「月見」と呼んでいる。

### うどん・そば

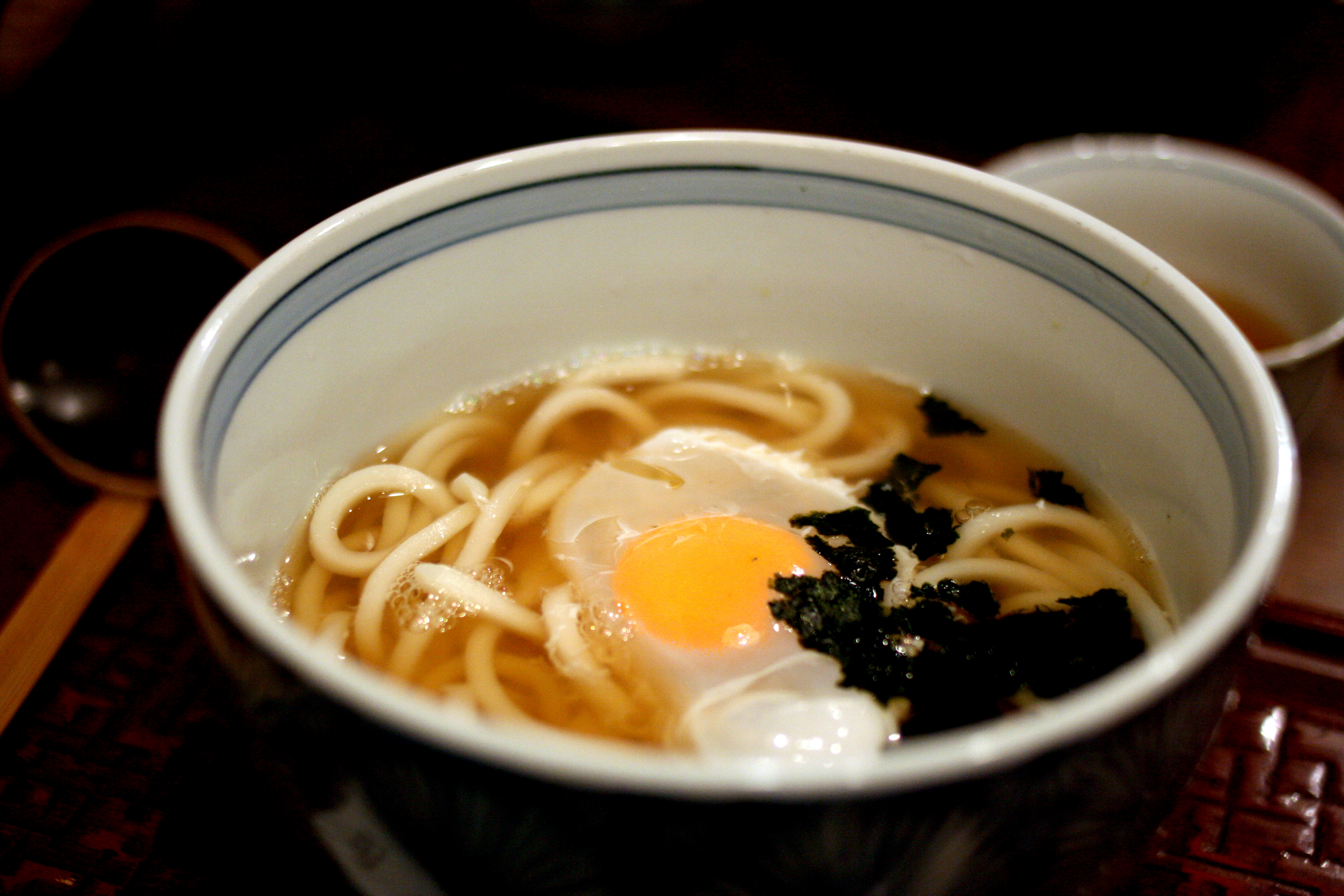
月見うどん（京都市）

たとえば「月見うどん」も鶏卵を満月や雲に見立てたものである。作る手順としてはうどんを丼に盛り、海苔やとろろ昆布やワカメなどを載せ（人によってはそれも叢雲やススキに見立てたものだなどと言い）、生卵を割り入れ、つゆをかけ薬味を添える。「月見そば」も手順は同じで、うどんを蕎麦に差し替える。
北九州市では、焼きうどんなどに窪みを設けて卵を割り入れたのちに天地を返して焼いたものを天窓と称する。天窓から月が見える様子を模しており、月見の変型である。

### ハンバーガーほか

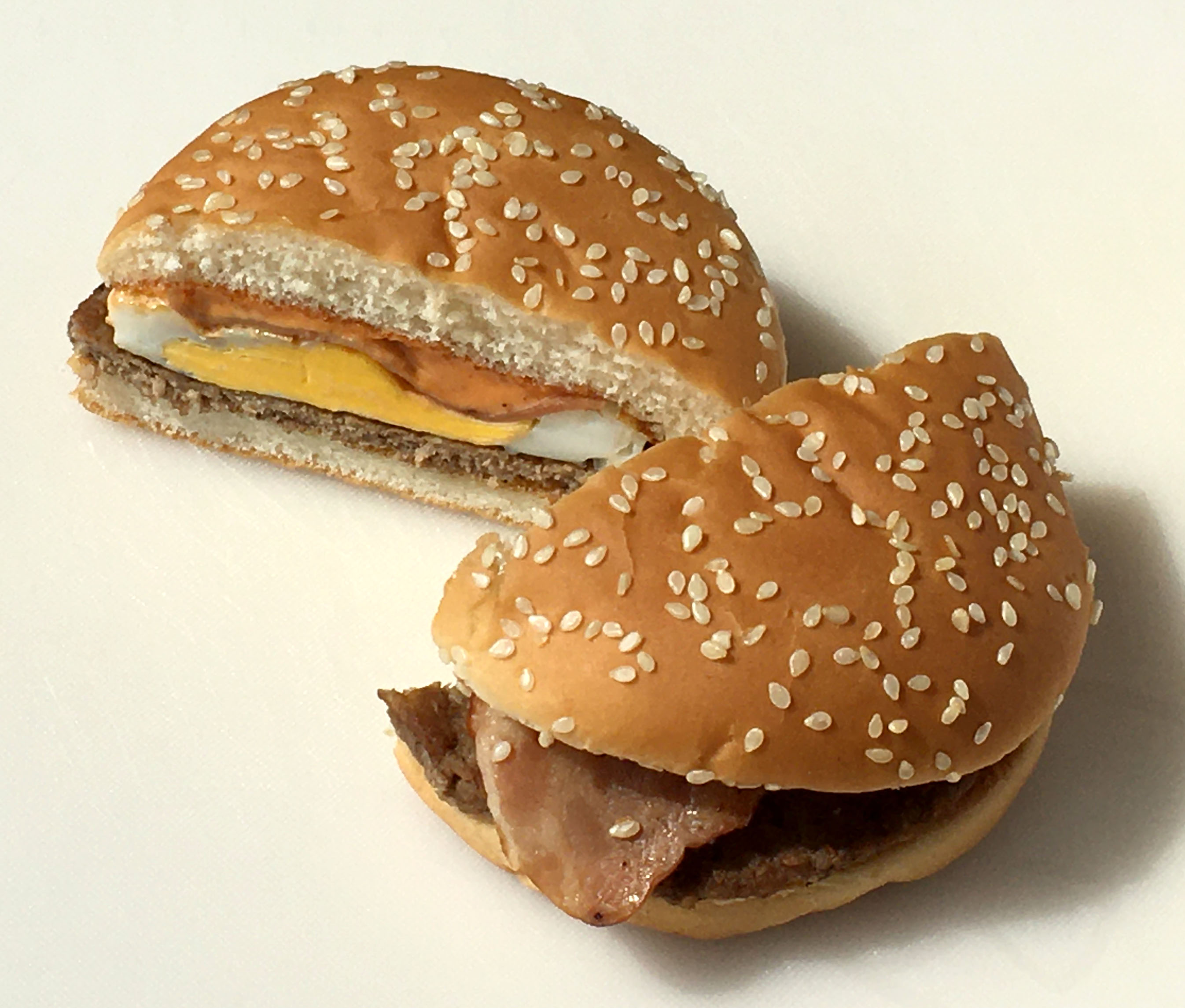
月見バーガー

1991年に日本マクドナルドは秋季メニューとして目玉焼きを挟み込んだ「月見バーガー」を発売し、以降例年9月から10月に販売している。やがて、同季節に卵を月に見立てていないものまで月見と銘打ち販売するようになった。
これは消費者から卵入りハンバーガーの販売を望む声が多かったものの、夏は気温の上昇で鶏が余り卵を産まず、冬はクリスマスやおせち料理などで卵の需要が高まり価格が高騰するのに対し、秋は卵の供給や価格が安定することから、当時のマクドナルド社長である藤田田が秋に卵入りのハンバーガーを販売することを決定したためであり、同社は月見の時期に売り出したのは偶然によるものだとしている。
2020年代になると、マクドナルド以外のハンバーガーチェーンを始め、牛丼チェーンや喫茶店などといった、外食チェーンでも卵入りのメニューを販売しており、「月見商戦」とも呼ばれるようになっている。2024年にはこの商戦に加え、猛暑による鶏の夏バテも重なり、卵の価格が高騰したため、農林水産大臣の坂本哲志も言及する事態になった。
なお、これより早く1977年にファーストキッチンがは、同じく目玉焼きを用いた「ベーコンエッグバーガー」を発売。以降通年で販売しているが、こちらは月見と銘打っていない。

### 台湾
台湾では、かき氷の逸品に「月見冰、ユエチエンピン」（月見氷）がある。かき氷に黒糖蜜、練乳、ドライフルーツなどを掛け載せたのちに、くぼませて生卵の黄身を割り入れたものである。

### 中国
中国では、月見の時期に月餅を食べる習慣がある。月見は中国語で「賞月」と称する場合が多く、「月見」は日本語からの借用とみられる（中国語は述語 - 目的語のSVO型語順であり、「月見」など目的語-述語の語順は本来は用いない）。